# Eric Watts
Eric Watts (Los Angeles, 1986) è un wrestler statunitense.
Ha partecipato alla quarta stagione di WWE Tough Enough, dalla quale è stato però eliminato circa a metà competizione. Combatte nei circuiti indipendenti, principalmente nella NWA Hollywood.

## Carriera

### Circuiti indipendenti
Watts inizia la sua carriera iniziando a lottare come "Big Nasty" Jason Watts vincendo molti titoli nelle federazioni New Wave Pro Wrestling, Insane Wrestling League e Championship Pro Wrestling, principalmente di coppia.

### WWE Tough Enough (2011)
Il 4 aprile 2011, viene presentato come partecipante al reality show della WWE, Tough Enough. Inizialmente considerato uno dei peggiori partecipanti, riuscirà ad arrivare a metà programma, dove verrà poi eliminato da Steve Austin.

## Finisher e Trademarks Moves
- Crucifix Powerbomb
- Big Boot
- Running Clothesline
- Chokeslam

## Titoli e riconoscimenti
Championship Pro Wrestling
- CPW Tag Team Championship (4 - con Slayer)

Insane Wrestling League
- IWL Tag Team Championship (1 - con Chimaera)
- IWL Anarchy Championship (1)

New Wave Pro Wrestling
- NWPW Tag Team Championship (1 - con Chimaera)

PWA
- PWA Tag Team Championship (1 - con B-Pac)